# George Hay (2e comte de Kinnoull)
Pour les articles homonymes, voir George Hay.
George Hay (1596 - 5 octobre 1644), est un pair écossais, un officier militaire et un responsable politique.

## Biographie
Il est le fils de George Hay (1er comte de Kinnoull), qui est créé comte de Kinnoull par le roi Charles en 1633, et de Margaret, fille de Sir James Halyburton .
Il est membre du Conseil privé et sert comme capitaine des Yeomen of the Guard de 1632 à 1635. Il est farouchement fidèle au roi Charles et combat dans la guerre civile anglaise, quand il se distingue « par une fidélité inébranlable à son malheureux souverain, et des services vaillants et actifs en tant que soldat dans sa cause » .
En 1643, le comte refuse de signer l'alliance de la Ligue solennelle.
Le comte meurt à Whitehall, le 5 octobre 1644. Il est enterré à l'église Waltham Abbey dans l'Essex.

## Famille
Son frère aîné, Sir Peter Hay, meurt célibataire en 1621, laissant George hériter du comté. En 1622, il épouse Ann, fille aînée de William Douglas (7e comte de Morton). Ils ont six fils et six filles :
1. George Hay (3e comte de Kinnoull) (en) ;
2. William Hay (4e comte de Kinnoull) ;
3. James ;
4. Robert ;
5. Pierre, baptisé le 11 juin 1632 ;
6. Charles ;
7. Anne ;
8. Marguerite ;
9. Mary, mariée le 6 février 1662 à George Keith, 8e comte Marischal ;
10. Elisabeth ;
11. Jean ;
12. Catherine (11 septembre 1641 – 11 janvier 1733).